# Нормативно-правовий договір
Нормативно-правовий договір — це двостороння або багатостороння угода, яка містить норми права. Договори з нормативним змістом на відміну від більшості індивідуально-правових договорів (наприклад, договору купівлі-продажу, трудового контракту, шлюбного контракту) завжди містять загальні правила поведінки і не мають персоніфікованого, разового характеру.
Роль нормативних договорів в умовах ринкових відносин зростає, що пов'язано з тим, що вони є швидким, зручним і простим способом регулювання, який дозволяє враховувати взаємні інтереси суб'єктів і забезпечувати відносно безконфліктне існування громадянського суспільства.

## Основні ознаки нормативно-правового договору
• це правоутворюючий акт, змістом якого є сформульовані сторонами договору взаємні права, обов'язки, порядок їх реалізації, а також відповідальність за невиконання або неналежне виконання добровільно прийнятих на себе зобов'язань;
• його юридична сила залежить від правового статусу суб'єктів, що його укладають (найтиповішими серед них є держава, міжнародні організації, державні органи, посадові особи);
• нормативно-правовий договір виступає в багатьох випадках як частина національного законодавства (наприклад, відповідно до ст. 9 Конституції України та ст. 19 Закону України «Про міжнародні договори України» чинні міжнародні договори України, згода на обов'язковість яких надана Верховною Радою України, є частиною національного законодавства і застосовуються у порядку, передбаченому для норм національного законодавства);
• він покликаний забезпечити публічний, загальний інтерес, всезагальне благо, тому виконання договірних зобов'язань гарантується державою шляхом застосування різних форм, засобів, методів, у тому числі примусового характеру;
• нормативний договір укладається і набуває чинності згідно з встановленою процедурою (ратифікація, затвердження, узгодження, колективні переговори тощо);
• він розрахований на тривалий строк дії, багаторазове застосування;
• містячи норми права, нормативно-правивий договір має неперсоніфікований характер.

## Класифікація нормативно-правових договорів
Нормативно-правові договори поділяють на міжнародні та внутрішньодержавні.
1. Міжнародний договір — це угода між державами та іншими суб' єктами міжнародного права з питань, що становлять для них спільний інтерес, яка регулює їх відносини шляхом утворення взаємних прав і обов'язків. Міжнародний договір як форма закріплення міжнародно-правових зобов'язань може мати різні найменування: «конвенція», «пакт», «угода», «протокол» та ін. Порядок укладення, виконання та припинення дії міжнародних договорів України регулюється Конституцією України та Законом України від 29 червня 2004 р. «Про міжнародні договори України», а також Віденська конвенція від 14 квітня 1986 р. «Про право міжнародних договорів». Згідно зі ст. 6 Віденської конвенції кожна держава володіє правоздатністю укладати договори. Від імені України міжнародні договори укладає Президент України. Це, зокрема, політичні, мирні договори; договори, що стосуються прав, свобод, обов'язків людини і громадянина; договори про участь України в міждержавних союзах; договори про використання території та природних ресурсів України та ін. Згода України на обов'язковість для неї міжнародного договору підтверджується шляхом його підписання, ратифікації, затвердження, прийняття, приєднання до нього. Чинні міжнародні договори України, згода на обов'язковість яких надана Верховною Радою України, є частиною національного законодавства
Класифікувати міжнародні договори можна за різними підставами.
За рівнем, на якому вони укладаються:
• міждержавні;
• міжурядові;
• відомчі.
За кількістю сторін:
• двосторонні;
• багатосторонні.
За об'єктом регулювання:
• політичні;
• економічні;
• зі спеціальних питань.
Розрізняють міжнародні договори:
• що підлягають ратифікації;
• що не підлягають ратифікації.
2. Внутрішньодержавний договір — це угода між суб'єктами правовідносин у межах однієї держави, що встановлює, змінює або скасовує норми права.
За галузевою належністю внутрішньодержавні договори класифікують на:
• конституційні (наприклад, Конституційний договір між Верховною Радою України та Президентом України, який діяв до прийняття Конституції України 1996 р., Федеративний договір між суб'єктами федерації про розмежування предметів відання і компетенції між ними.);
• адміністративні;
• такі, що укладаються в сфері трудового, фінансового права, та ін.
В трудовому праві розрізняють два види нормативних договорів:
• колективні договори;
• колективні угоди.
Колективний договір — це двостороння угода, що укладається між профспілковим комітетом, який представляє трудовий колектив, і власником підприємства, установи, організації з метою регулювання виробничих, трудових, соціально-економічних інтересів працівників і власників. У цьому договорі встановлюються взаємні зобов'язання сторін щодо регулювання змін в організації виробництва і праці; нормування і оплати праці; участі трудового колективу в формуванні, розподілі і використанні прибутку підприємства; забезпечення житлово-побутового, культурного, медичного обслуговування працівників та ін. Проект колективного договору обговорюється і схвалюється загальними зборами (конференцією) трудового колективу.
Колективні угоди укладаються на двосторонній основі на різних рівнях. Генеральні угоди укладаються між об'єднаннями профспілок і власників підприємств. У них закріплюються основні принципи і норми реалізації соціально-економічних, політичних і трудових відносин. Відповідні угоди існують і на галузевому і регіональному рівнях.